# パパこげてるョ!
『パパこげてるョ!』は、1987年4月6日から同年9月7日までテレビ東京系列局で放送されていたテレビドラマである。その後も1987年10月5日から1988年3月28日まで『新・パパこげてるョ!』（しん・パパこげてるョ）と題して放送されていた。いずれもプロダクション織笛とテレビ東京の共同製作。放送時間は毎週月曜 19:30 - 20:00 （日本標準時）。
1989年9月までこの時間帯で放送されていた料理ドラマシリーズの第1弾で、料理番組を兼ねた内容で放送されていた。
また、当時フロム・エーにて連載されていたたけだみりこの「セイシュンの食卓」と1度だけだが、コラボしたことがある。

## 出演者
- 佐藤B作
- 熊谷真実
- 結城貢
- 鈴木美恵子
- 村野将史
- 斎藤誠治
- 間下このみ

## スタッフ
- 脚本：広岡豊、水谷竜二
- 演出：中村金太 ほか
- 音楽：ボブ佐久間
- プロデューサー：高橋康久、小泉守
- 制作：プロダクション織笛、テレビ東京

## 放送局
- テレビ東京
- 山口放送 木曜11:00 - 11:30（1988年2月時点）